# Bahnbetriebswerk Wittstock (Dosse)

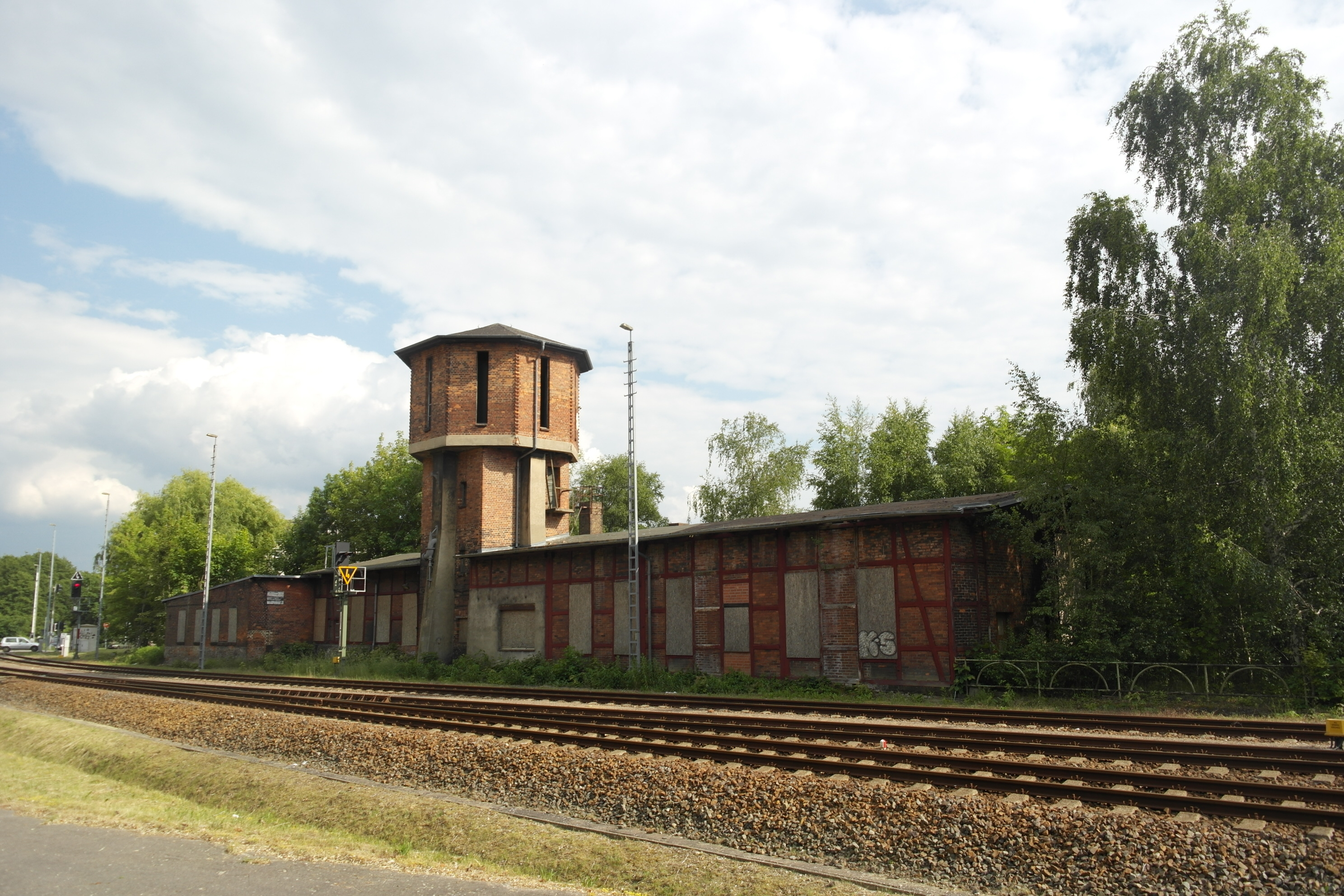
Blick auf das Bahnbetriebswerk Wittstock (Dosse) im Jahr 2013

Das Bahnbetriebswerk Wittstock (Dosse) (kurz Bw Wittstock (Dosse)) diente der Wartung, Reparatur und Bereithaltung von Dampflokomotiven und später Diesellokomotiven, die in Wittstock stationiert waren oder dort im Umkreis verkehrten. Es liegt im Bahnhof Wittstock (Dosse) in dessen östlichen Bereich auf der Südseite der Gleisanlagen. Es wurde 1885 in Betrieb genommen und war bis Ende 1970 eigenständig. 1971 kam das ehemalige Bw als Einsatzstelle zum Bahnbetriebswerk Wittenberge und wurde bis Ende 1997 weiterbetrieben.
Die verbliebenen Teile des ehemaligen Bahnbetriebswerkes sind in der amtlichen Baudenkmalliste von Wittstock eingetragen.

## Geschichte
Am 10. März 1885 startete die Prignitzer Eisenbahn-Gesellschaft auf der Bahnstrecke von Wittenberge nach Wittstock den Gütertransport. Für die dabei eingesetzten Lokomotiven wurde auf der Südostseite des Bahnhofs in Wittstock eine Betriebswerkstätte eingerichtet. Sie bestand aus einem zweigleisigen Lokschuppen, Wasserturm sowie einer Werkstatt und Behandlungsanlagen.
Mit den Streckeneröffnungen nach Buschhof und Neuruppin im Jahre 1895 stieg die Bedeutung des Bahnbetriebswerkes in Wittstock erheblich an. 1912 eröffnete zudem die Ruppiner Eisenbahn die Bahnstrecke nach Freyenstein und nutzte zur Versorgung der eingesetzten Lokomotiven das Bw Wittstock.
Aufgrund dieses Bedeutungsgewinns baute die Prignitzer Eisenbahn-Gesellschaft einen achtgleisigen Ringlokschuppen mit vorgelagerter Drehscheibe. Der alte Rechteckschuppen wurde daraufhin zur Werkstatt mit Kesselschmiede umgenutzt. Wenig später ergänzte man noch einen zweigleisigen Wagenschuppen und Ende der 1930er Jahre kam ein Anbau mit Büro- und Sozialräumen hinzu. Mit der Verstaatlichung der Prignitzer Eisenbahn ging das Bahnbetriebswerk zum 1. Januar 1941 an die Deutsche Reichsbahn über und wurde der Reichsbahndirektion Schwerin zugeordnet.
Ab dem 1. Januar 1971 wandelte die Reichsbahndirektion Schwerin das Bw in eine Einsatzstelle um und unterstellte sie dem Bw Wittenberge. Nach der Wende ging die Bedeutung der Einsatzstelle dann immer weiter zurück. Zum 1. Januar 1996 kam sie zum Betriebshof Schwerin und wurde am 31. Dezember 1997 schließlich ganz geschlossen. Nach vielen Jahren des Verfalls kaufte 2015 die Stadt das Areal und plante eine Nachnutzung. Im April 2019 wurde bekannt, dass der Holzwerkstoffhersteller Swiss Krono dort ein Kreativzentrum einrichten wird.

## Lokomotivbestand
Während des Zweiten Weltkrieges verkehrten Lokomotiven der Baureihen 756, 899, 912, 9316 und 86 in Wittstock. Nach dem Zweiten Weltkrieg übernahm die Baureihe 64 den Reisezugdienst. Für den Güterzugdienst waren dagegen Lokomotiven der Baureihe 930–4 in Wittstock stationiert.
Ende der 1960er Jahre setzte auch in Wittstock der Traktionswandel ein. So wurden ab 1968 V 6012 für den Rangierdienst eingesetzt. Im gleichen Jahr ersetzten Lokomotiven der Baureihe 50 und später der Baureihe 5040 die Baureihe 930–4 im Güterzugdienst. Ab 1971 tauschte die Deutsche Reichsbahn dann die Baureihe 64 durch Diesellokomotiven der Baureihe 110 aus. 1978 erfolgte kurzzeitig der Einsatz der Baureihe 5710–35.
Die Dampftraktion ging mit Ausmusterung der Baureihe 5035 im Jahre 1987 schließlich auch in Wittstock zu Ende. Als Ersatz für die Dampflokomotiven standen Fahrzeuge der Baureihen 105/1062–9, 110/112, 111 und 171/172 zur Verfügung.

## Einsatzstellen
Zum Bw gehörten ab 1941 die Einsatzstellen Perleberg und Pritzwalk. Perleberg ging nach kurzer Zugehörigkeit im Jahre 1948 an das Bw Wittenberge. Ihm folgte 1970 mit der Umwandlung des Bw Wittstock in eine Einsatzstelle auch die Einsatzstelle Pritzwalk.